# DeSoto CF-Serie
Die DeSoto CF-Serie war eine PKW-Baureihe, die Chrysler unter dem Markennamen DeSoto in den Modelljahren 1930 und 1932 anbot.
Neben der K-Serie bot DeSoto ab 1930 auch ein Achtzylindermodell an. Die Wagen waren mit einem Reihenachtzylindermotor mit stehenden Ventilen ausgestattet, der aus 3404 cm³ (Bohrung × Hub = 73 mm × 101,6 mm) 70 bhp (51 kW) bei 3400/min. zog, die über ein manuelles Dreiganggetriebe an die Hinterräder weitergeleitet wurden. Das Fahrgestell hatte 2896 mm Radstand und konnte neben verschiedenen 2- und 4-türigen Aufbauten (entsprechend denen der K-Serie) mit einer Cabrioletkarosserie ausgestattet werden.
Im Unterschied zu den Sechszylindermodellen hatte der CF einen verchromten Kühlergrill.
Die Wagen wurden im Januar 1930 vorgestellt. Ab Juli 1930 galten die unveränderten Wagen als Modell 1931. 
Im Januar 1931 erschien dann eine überarbeitete Version mit neuem Kühlergrill, nach hinten geneigter Windschutzscheibe und kräftigerem Motor. Dieser hatte nun 3617 cm³ Hubraum (Bohrung × Hub = 73 mm × 108 mm) und entwickelte 77 bhp (57 kW) bei 3400/min. Ab Juli 1931 galten die dann unveränderten Wagen als Modell 1932 und wurden noch bis Dezember 1931 gefertigt. Anschließend fiel der 8-Zylinder-Motor ersatzlos weg.
Insgesamt entstanden 28.711 Achtzylinderwagen.

## Quelle
- Kimes, Beverly R., Clark, Henry A.: Standard Catalog of American Cars 1805–1942, Krause Publications, Iola (1985), ISBN 0-87341-045-9